# Burg Richstein
Die Burg Richstein befand sich auf einem Berg oberhalb des gleichnamigen Ortes. Richstein ist ein Ortsteil der Stadt Bad Berleburg im Kreis Siegen-Wittgenstein in Nordrhein-Westfalen.

## Geschichte
Die Höhenburg dürfte erst in der zweiten Hälfte des 14. Jahrhunderts erbaut worden sein. Urkundlich wurde sie erstmals im Jahre 1384 genannt. Landgraf Hermann II. von Hessen übergab in diesem Jahr die Burg als Lehen an den Grafen Johann I. von Sayn-Wittgenstein (1384–1427). Das Lehensverhältnis wurde 1416, 1427 und 1490 bestätigt.
Bereits seit 1415 saßen auf der Burg Amtmänner der Grafen von Sayn-Wittgenstein. 1502 wies Graf Wilhelm der Ältere von Sayn-Wittgenstein (1494–1568) seiner Frau Johannetta von Isenburg die Burg als Witwensitz zu.
Nachdem die Burganlage militärisch wertlos geworden war, verfiel sie in der zweiten Hälfte des 16. Jahrhunderts. Heute zeigt die ehemalige Burganlage nur noch geringe Fundamentenreste.